# Dimităr Jakimov
Dimităr Jakimov, traslitterazione anglosassone Dimitar Yakimov (in bulgaro Димитър Якимов?; Sofia, 12 agosto 1941), è un ex calciatore bulgaro, di ruolo attaccante.

## Carriera
Capocannoniere del campionato bulgaro nel 1970-1971. Rappresentò la sua Nazionale ai Giochi olimpici del 1960 e ai Mondiali del 1962, del 1966 e del 1970.

## Palmarès

### Club
- Campionato bulgaro: 6

CSKA Sofia: 1960-1961, 1961-1962, 1965-1966 1968-1969, 1971-1972, 1972-1973
- Coppa di Bulgaria: 5

CKSA Sofia: 1961, 1965, 1969, 1972, 1973

### Individuale
- Capocannoniere del campionato bulgaro: 1

1970-1971 (26 reti)